# The Sheik of Araby
Pour les articles homonymes, voir Sheik.
The Sheik of Araby est une chanson populaire américaine composée en 1921 par le musicien Ted Snyder et les paroliers Harry B. Smith (en) et Francis Wheeler (en) . Attiré par le triomphe au box-office du film Le Cheik, le label Mills Music décide de sortir sans tarder un titre inspiré du film et surtout de son acteur vedette, le latin lover Rudolph Valentino. Le succès est immédiat.
À l'origine, il s'agit d'une chanson Tin Pan Alley. Toutefois, elle est rapidement adoptée par des groupes de jazz, surtout ceux de La Nouvelle-Orléans, et devient un standard de jazz.
Les paroles de la chanson inspirent de nombreuses parodies et des jeux de mots, dont la satire The Sheik of Avenue B, composée l'année suivante par Harry Ruby et Burt Kalmar, pour Fanny Brice.

## Célèbres interprétations

### Versions en anglais

#### The Beatles
Pistes inédites de Anthology 1
Three Cool Cats Hello Little Girl
Souvent jouée sur scène au Cavern Club et à Hambourg, les Beatles reprennent cette chanson en 1962 lors de leur infructueuse audition chez Decca Records. George Harrison s'occupe du chant principal et de la guitare solo et Pete Best est à la batterie. John Lennon et Paul McCartney font les chœurs et jouent respectivement la guitare rythmique et la basse. Le groupe a calqué leur version sur celle enregistrée en 1961 par Joe Brown and The Bruvvers. Ce morceau est maintenant disponible sur Anthology 1.

#### Autres versions
- Le groupe de Don Albert (en) enregistre la première version avec le chant « With no pants on » entre chaque parole.
- Fats Waller en 1939.
- Fats Domino
- Preservation Hall Jazz Band
- Louis Prima
- Harry Connick Jr. sur son album Oh, My NOLA (en) (2007).
- Leon Redbone sur son album Double Time
- Spike Jones et ses City Slickers, dans l'album Bluebirds
- The Colts (en) en 1957.
- Lou Monte
- Ray Stevens. En 1991, la chanson Sheik of Araby est parodiée en Sheik of R'n'B, qui raconte l'histoire d'un cheik déprimé malgré sa richesse et la façon dont il a trouvé le bonheur en jouant du R'n'B dans le monde entier.
- Alice Faye et Betty Grable dans le film Adieu Broadway
- En 1926, Billy Rose écrit de nouvelles paroles et la chanson est renommée That Night in Araby.

### Version en français
- Le chansonnier et parolier Lucien Boyer l'adapte en français en 1926 sous le titre : Dans l'immense Sahara[5].

### Versions instrumentales
- Duke Ellington en 1932
- Sidney Bechet. En 1941, Bechet enregistre une version de la chanson en jouant six instruments différents : clarinette, saxophone soprano, saxophone ténor, piano, basse et batterie Ref audio[6] Ref Biblio[7].
- Django Reinhardt et Stéphane Grappelli en 1958
- Boris Vian en 1958[8]
- George Lewis
- Nelson Riddle dans le film Gatsby le Magnifique en 1974.
- Pascal Comelade en 2000